# 野生丝瓜藓
野生丝瓜藓（学名：Pohlia crudoides）为真藓科丝瓜藓属下的一个种。

## 扩展阅读
- 維基物種上的相關：野生丝瓜藓